# Кіржеманське сільське поселення (Великоігнатовський район)
Кіржема́нське сільське поселення (рос. Киржеманское сельское поселение) — муніципальне утворення у складі Великоігнатовського району Мордовії, Росія. Адміністративний центр — село Кіржемани.

## Історія
Станом на 2002 рік існували Горська сільська рада (села Горки, Хухорево), Кіржеманська сільська рада (село Кіржемани, присілок Красна Нива) та Новобаєвська сільська рада (село Нове Баєво, присілки Гудимовка, Козловка, Тюрька, селища Єжовка, Любимовка, Надеждинський, Нова Сосновка).
24 квітня 2019 року було ліквідовано Горське сільське поселення та Новобаєвське сільське поселення, їхні території увійшли до складу Кіржеманського сільського поселення.

## Населення
Населення — 1124 особи (2019, 1429 у 2010, 1798 у 2002).

## Склад
До складу поселення входять такі населені пункти:
| Населений пункт       | Населення, осіб (2002) | Населення, осіб (2010) |
| --------------------- | ---------------------- | ---------------------- |
| Горки, село           | 397                    | 310                    |
| Гудимовка, присілок   | 19                     | 0                      |
| Єжовка, селище        | 23                     | 7                      |
| Кіржемани, село       | 511                    | 429                    |
| Козловка, присілок    | 23                     | 0                      |
| Красна Нива, присілок | 192                    | 170                    |
| Любимовка, селище     | 50                     | 29                     |
| Надеждинський, селище | 46                     | 31                     |
| Нова Сосновка, селище | 22                     | 7                      |
| Нове Баєво, село      | 219                    | 236                    |
| Тюрька, присілок      | 18                     | 8                      |
| Хухорево, село        | 278                    | 202                    |